# Албату
Албату (від монгольського алба — повинність, податок) — середньовічний монгольський термін яким позначалося залежне населення, до албату належала більша частина аратів кріпаків. В ранньому середньовіччі албату означало «підданий», «зобов’язаний службою» тож стосувався не лише залежності аратів від хазяїном, але й феодалів від сюзерена. Однак стосунки між феодалами відображали васальну залежність нижчого за статусом від вищого, в той час як стосунки між аратами і князем їх належність йому. Пізніше термін албату використовувався переважно в значенні — кріпосний, особисто залежний арат. В часи маньчжурського панування відбувся розподіл аратів на три стани — албату, хамдужилга, шабінари. Алюату були найчисельнішою та найвизискуванішою частиною аратів. Вони зобов’язані були нести повинності — албу і на користь хошунного князя і на користь маньчжурської династії. 